# Topol
Topol (Populus) je rod dřevin z čeledi vrbovitých.

## Popis

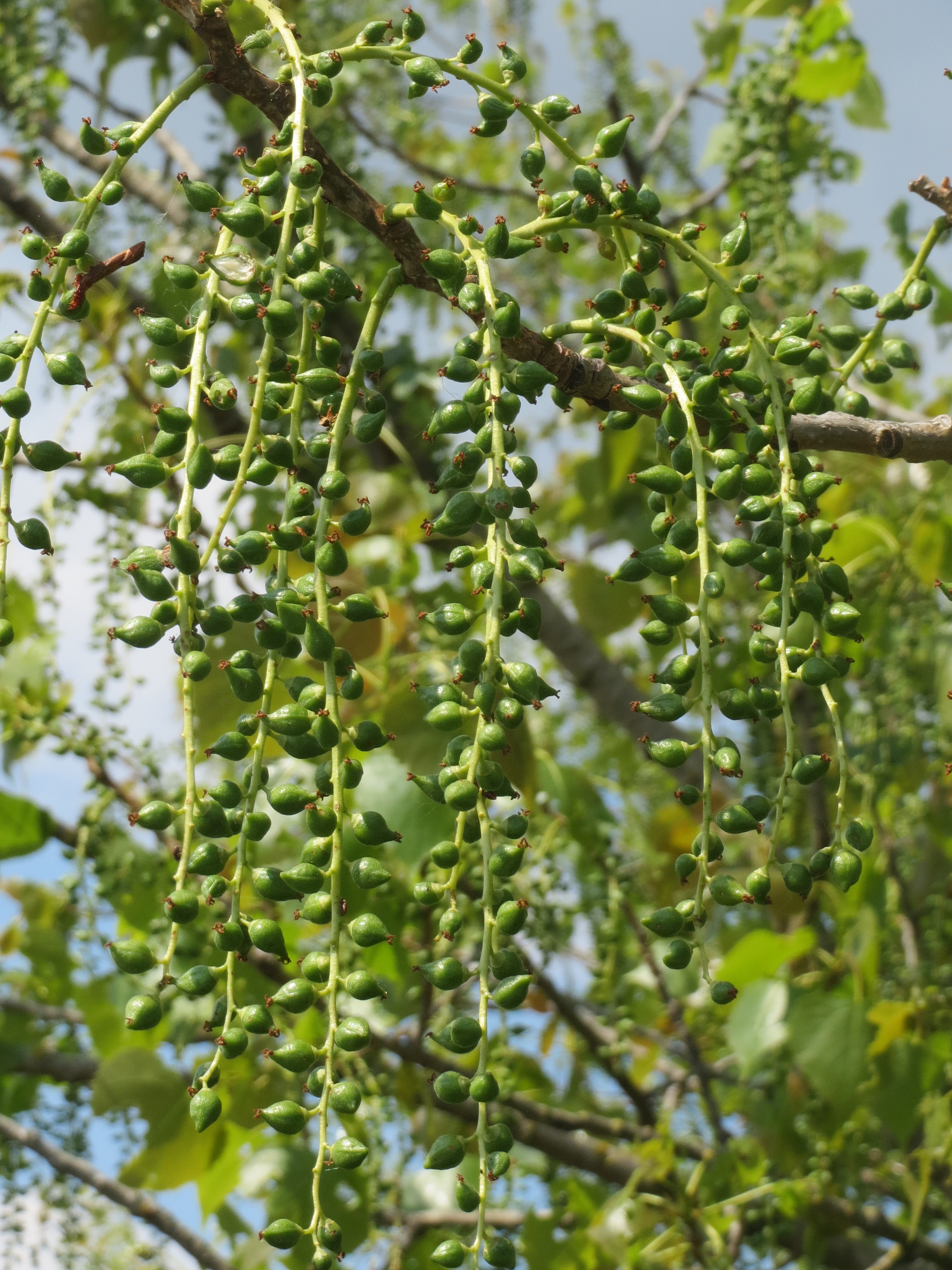
Dozrávající jehnědy topolu kanadského

Topoly jsou dvoudomé opadavé stromy. Listy jsou střídavé, dlouze řapíkaté. Květy jsou v květenstvích, jehnědách. Květy jsou jednopohlavné, v paždí listenů. Samčí květy mají 8 (vzácněji až 30) tyčinek. Samičí květy mají gyneceum srostlé ze 2 (vzácně až 4) plodolistů. Plodem je tobolka, která se otvírá chlopněmi. Opylování se děje větrem, stejně jako šíření semen, která se tak šíří s pomocí bohatého chmýří. Klíčivost semen není dlouhá a zpravidla potřebují k vyklíčení vlhký holý substrát, např. bahnitý náplav řeky.

## Rozšíření
Topoly jsou rozšířeny po celém subtropickém, mírném a boreálním pásu severní polokoule. V České republice jsou domácí jen 3 druhy a jeden kříženec. Po celé České republice (kromě vyšších hor) je rozšířen topol osika (Populus tremula). Topol černý (Populus nigra) roste především v nivách nížinných řek. V posledních desetiletích je však silně na ústupu. Byl vytlačen člověkem a to hlavně vysazováním hybridních topolů, nejčastěji topolu kanadského (Populus ×canadensis), které mají lepší vlastnosti co se týče dřeva. V úvalech Moravy je rozšířen topol bílý (Populus alba). Kříženec topolu bílého a topolu osiky se jmenuje topol šedý (Populus ×canescens). Vznikl spontánně i vlivem člověka a můžeme ho vidět běžně i ve volné přírodě. V Čechách je topol bílý a šedý asi nepůvodní, ale v současnosti ho můžeme vidět i tam. V sadovnictví a lesnictví je pěstována řada kultivarů topolů, které jsou většinou hybridního původu.

## Systematika

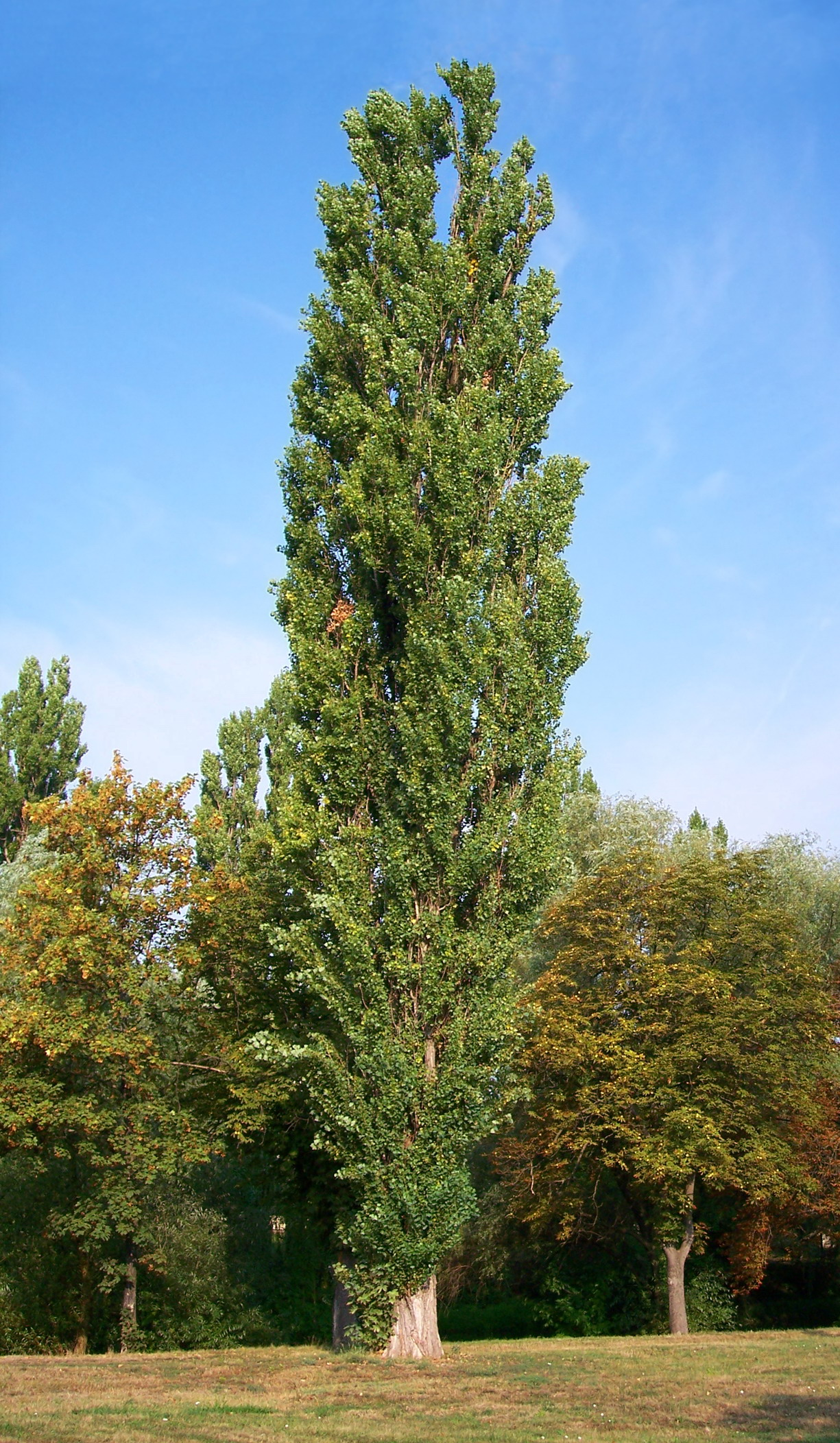
Známý sloupovitý kultivar topolu černého Italica

Rod topol (Populus) patří do čeledi vrbovitých, v níž tvoří monofyletickou skupinu, která je sesterská k rodu Salix (vrba). Vzhledem k časté hybridizaci uznávaný počet druhů variuje mezi 22 a 89. Dělí se obvykle do šesti, v novějších pojetích do pěti sekcí. Lektotypem rodu je topol bílý (Populus alba).
- Sekce Abaso
  - Populus mexicana, Severní Amerika
- Sekce Turanga: pouze subtropické druhy; Eurasie, východní Afrika
  - Populus euphratica
  - Populus ilicifolia; východní Afrika
  - Populus pruinosa
- Sekce Leucoides: velkolisté topoly; východ Eurasie a Severní Amerika
  - Populus lasiocarpa –
  - Populus glauca (vč. Populus wilsonii)
  - Populus heterophylla
- Sekce Aigeiros – černé topoly; holoarktické rozšíření. Oboustranně zelené listy s prosvítavým úzkým okrajem, lepkavé a aromatické pupeny.
  - Populus nigra – topol černý
  - Populus deltoides (vč. Populus sargentii a Populus wislizeni)
  - Populus fremontii
  - Populus ×canadensis – topol kanadský

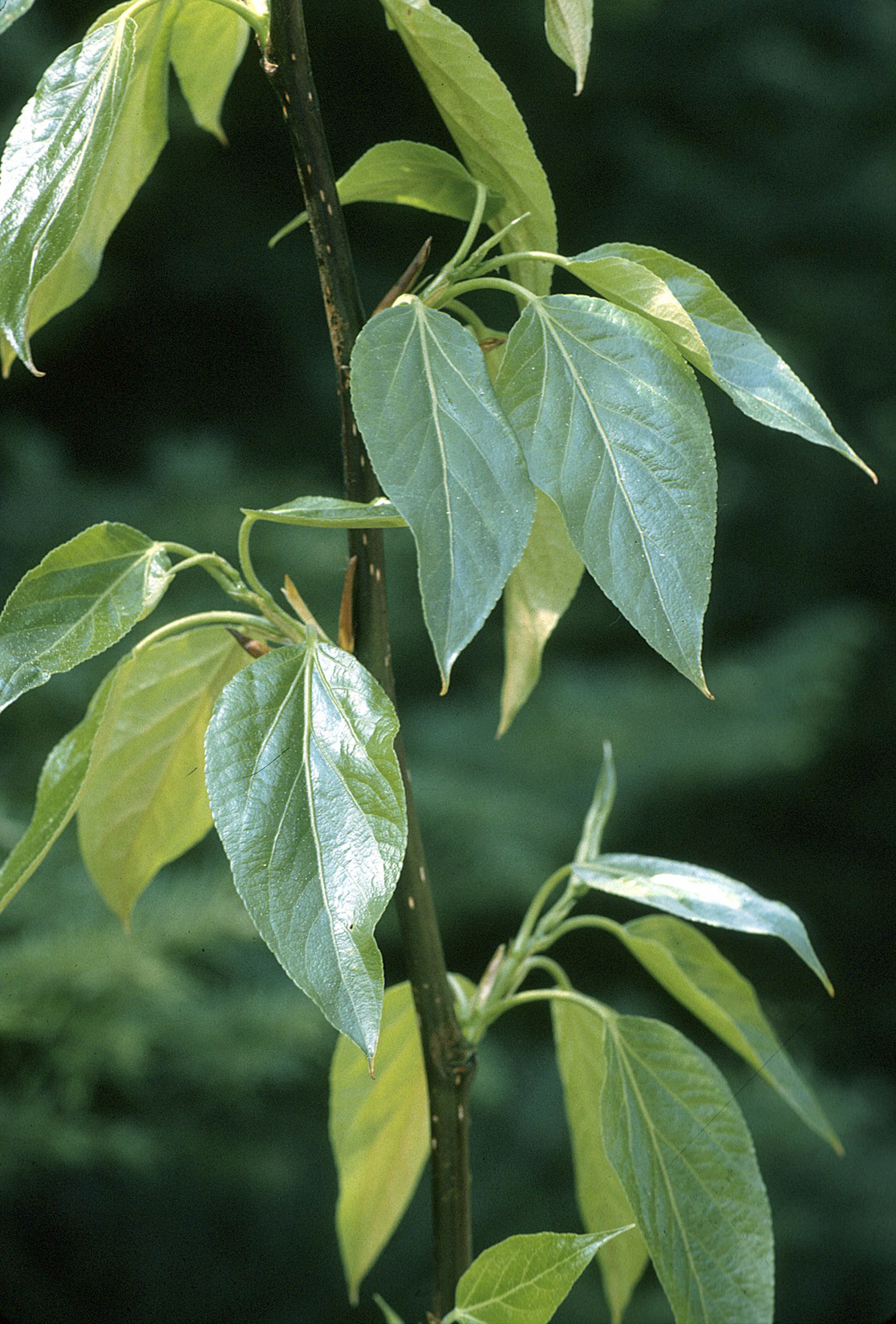
Větévka s listy topolu balzámového

- Větévka s listy topolu balzámovéhoSekce Tacamahaca – balzámové topoly; holoarktické rozšíření. Listy na rubu neplstnaté, s bělavým voskovým povlakem, bez průsvitného okraje. Nápadně velké, lepkavé a silně aromatické pupeny.
  - Populus angustifolia – topol úzkolistý
  - Populus balsamifera – topol balzámový; nejseverněji se vyskytující listnatá dřevina v Severní Americe
  - Populus candicans – topol bělavý; samičí klon neznámého původu, jen v kultuře, hojně pěstovaný jako okrasná dřevina a pro silně vonné pupeny s léčivými účinky
  - Populus suaveolens (vč. Populus cathayana, Populus koreana a Populus maximowiczii) – Čína
  - Populus ciliata
  - Populus laurifolia
  - Populus simonii – topol Simonův; východní Asie
  - Populus szechuanica
  - Populus trichocarpa – topol chlupatoplodý; největší listnatá dřevina na západě Severní Ameriky
  - Populus yunnanensis

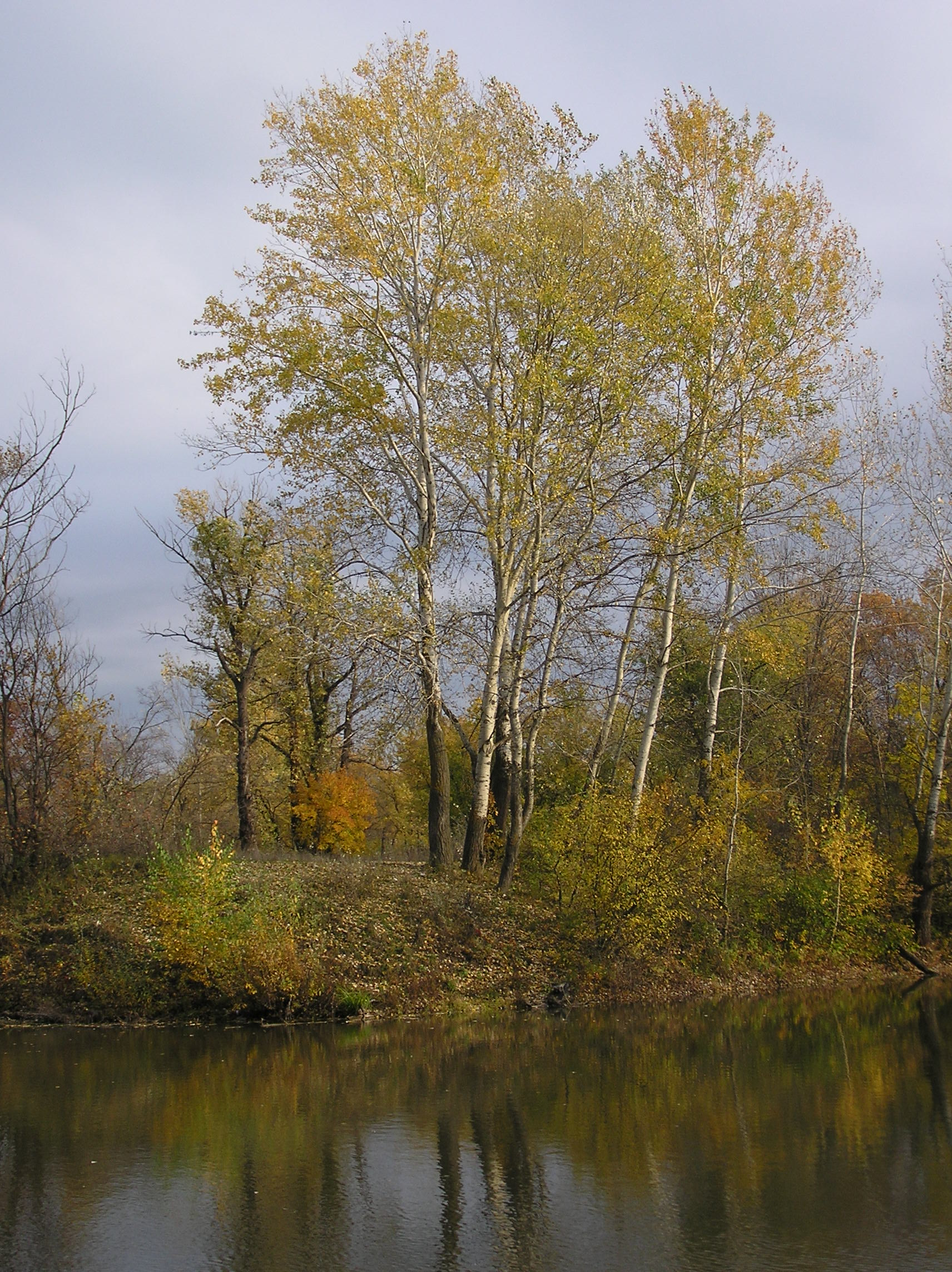
Topol šedý

- Topol šedýSekce Populus (syn. sekce Leuce) – bílé topoly; holoarktické rozšíření. Listy často plstnaté, někdy lysé, bez prosvítavého okraje. Pupeny obvykle nelepkavé.
  - Populus adenopoda
  - Populus alba – topol bílý (linda)
  - Populus ×canescens – topol šedý
  - Populus gamblei
  - Populus grandidentata
  - Populus guzmanantlensis
  - Populus monticola
  - Populus sieboldii
  - Populus simaroa
  - Populus tremula (vč. Populus davidiana) – topol osika
  - Populus tremuloides – topol osikovitý

## Význam
Topoly jsou velmi rychle rostoucí dřeviny s měkkým dřevem; patří k nejrychleji rostoucím dřevinám v České republice a v krátké době dosahují značných výškových i objemových přírůstků. Jsou proto cíleně pěstovány pro produkci biomasy, především jejich různé šlechtěné hybridy. Patří mezi ně např. takzvaný japonský topol, rychle rostoucí kříženec topolu černého (Populus nigra) a topolu Maximowiczova (Populus maximowiczii), topol kanadský a řada dalších kříženců ze sekce černých topolů a osik.